# Lentiai
Lentiai (Lentiei in veneto) è una frazione del comune di Borgo Valbelluna, di cui costituisce un municipio. Si trova nella provincia di Belluno, in Veneto.
Sino al 30 gennaio 2019 Lentiai era capoluogo dell'omonimo comune, con frazioni Boschi, Canai, Cesana, Colderù, Marziai, Ronchena, Stabie e Villapiana.

## Storia
Il primo centro del comune sorgeva nella vicina località di Cesana, sede dell'antica "Contea di Cesana", dove sorge ciò che rimane dell'antico castello, trasformato poi in residenza e rinascimentale Palazzo Pretorio.

A Lentiai, nel 1898, fu costituita la Società Operaia di Mutuo Soccorso Felice Cavallotti, un centro di aggregazione per tutta la vallata, tuttora attiva.
In seguito al referendum del 16 dicembre 2018 il comune si è fuso coi vicini Mel e Trichiana a formare Borgo Valbelluna.

### Simboli
Lo stemma e il gonfalone di Lentiai erano stati concessi con regio decreto del 12 maggio 1942.

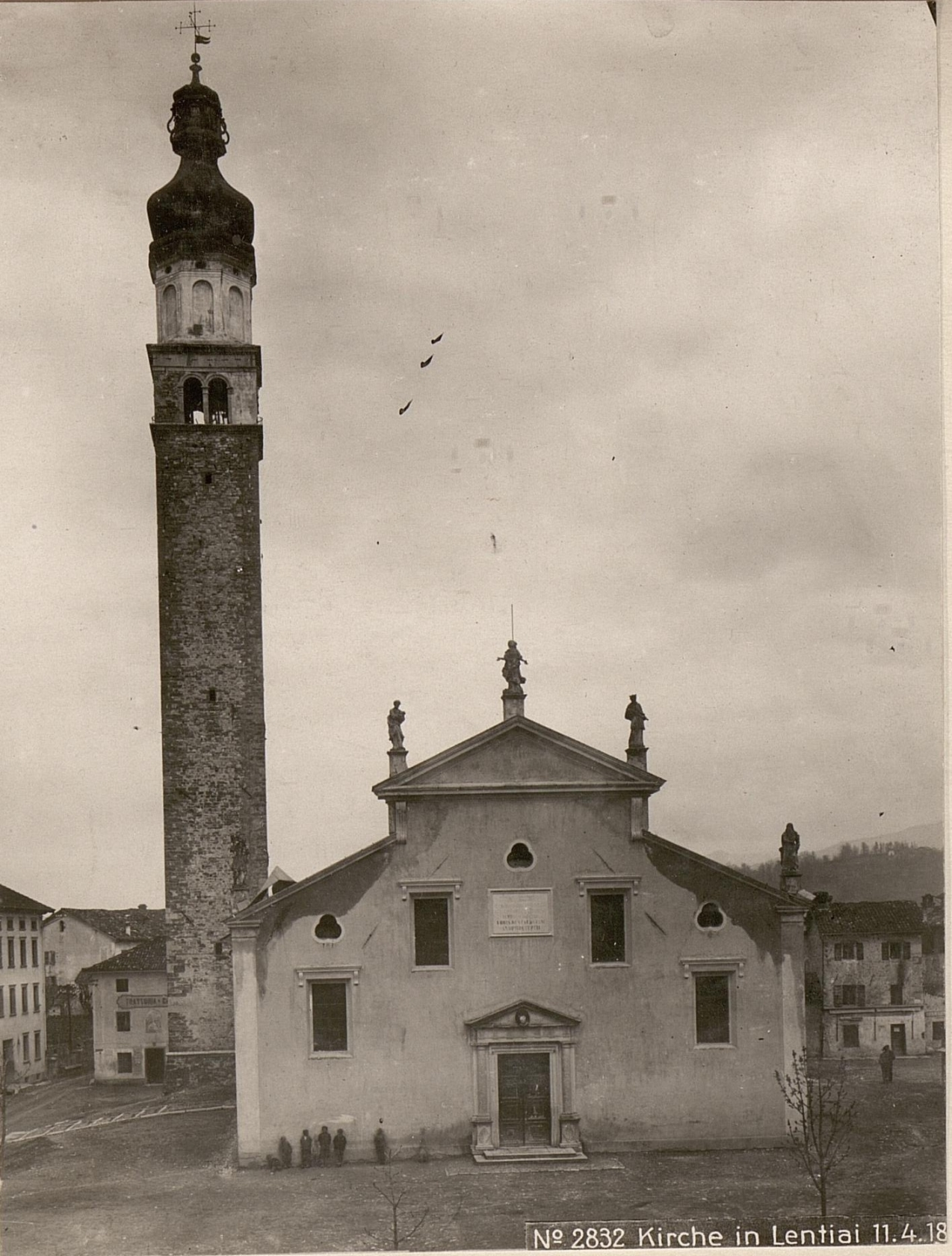
La parrocchiale fotografata nel 1918

La fascia è ripresa dal blasone dei conti di Cesana: d'azzurro, alla fascia d'argento, squamosa di nero, di due file, ogni squama carica di una moscatura d'armellino di nero.
Il gonfalone era un drappo partito di bianco e di azzurro.

## Monumenti e luoghi d'interesse
Nella piazza Crivellaro sorge la cinquecentesca chiesa arcipretale di Santa Maria Assunta, facente parte della diocesi di Vittorio Veneto e monumento nazionale, il cui soffitto a cassettoni è opera del pittore Cesare Vecellio.

Territorio dell'ex comune di Lentiai nella provincia di Belluno

## Società

### Evoluzione demografica
Abitanti censiti

## Amministrazione
| Periodo        | Periodo         | Primo cittadino | Partito                          | Carica  | Note |
| -------------- | --------------- | --------------- | -------------------------------- | ------- | ---- |
| 2009           | 26 maggio 2014  | Armando Vello   | lista civica                     | sindaco |      |
| 26 maggio 2014 | 30 gennaio 2019 | Armando Vello   | lista civica La forza di Lentiai | sindaco |      |

### Altre informazioni amministrative
La denominazione del comune fino al 1867 era Cesana. Il comune apparteneva all'Unione montana Val Belluna.